# Libuše Průšová
Libuše Průšová (* 13. července 1979 Valašské Meziříčí) je bývalá česká profesionální tenistka, která na okruzích hrála v letech 1993–2005. Ve své kariéře na okruhu WTA Tour nevyhrála žádný turnaj. V rámci okruhu ITF získala jedenáct titulů ve dvouhře a šest ve čtyřhře.
Na grandslamu se nejdále probojovala na Australian Open 2004, když spolu s Maret Aniovou došly do semifinále ženské čtyřhry.
Na žebříčku WTA byla nejvýše ve dvouhře klasifikována v říjnu 2002 na 103. místě a ve čtyřhře pak v červnu 2004 na 46. místě. Trénoval ji Daniel Fiala.

## Finálové účasti na turnajích WTA Tour

### Čtyřhra: 1 (0–1)
| Legenda                  |
| Kategorie Tier III (0–1) |

#### Finalistka
| Datum             | Turnaj                   | Spoluhráčka  | Vítězky                                 | Výsledek |
| ----------------- | ------------------------ | ------------ | --------------------------------------- | -------- |
| 28. července 2003 | Idea Prokom Open, Sopoty | Maret Aniová | Tatiana Perebijnisová Silvija Talajaová | 6–4, 6–2 |

## Tituly na okruhu ITF

### Dvouhra (11)
- 2004 – $25 000 Valašské Meziříčí
- 2002 – $25 000 Český Krumlov
- 2001 – $10 000 Praha
- 1999 – $25 000 Bukurešť; $10 000 Plzeň
- 1998 – $10 000 Plzeň; $10 000 Zadar (satelit); $10 000 Přerov
- 1997 – $10 000 Varšava

### Čtyřhra (6)
- 2005 – $25 000 Průhonice, spoluhráčka: Lucie Hradecká
- 2004 – $75 000 Prostějov, Barbora Strýcová
- 2003 – $75 000+H Bordeaux, Maret Aniová; $50 000 Biella Ľubomíra Kurhajcová; $25 000 Ostrava, Barbora Strýcová
- 1998 – $10 000 Přerov Kučerová

## Postavení v konečném žebříčku WTA

### Dvouhra
| Rok    | 1994 | 1995   | 1996   | 1997   | 1998   | 1999   | 2000   | 2001   | 2002  | 2003   | 2004   | 2005   | 2006   |
| Pořadí | 432. | ▲ 303. | ▼ 405. | ▲ 319. | ▲ 305. | ▲ 229. | ▲ 192. | ▼ 963. | ▲103. | ▼ 213. | ▲ 188. | ▲ 172. | ▼ 441. |

### Čtyřhra
| Rok    | 2002 | 2003  | 2004  | 2005   | 2006   |
| Pořadí | 238. | ▲ 94. | ▲ 76. | ▼ 512. | ▲ 320. |